# Крик, Петер
Петер Крик (нем. Peter Krick; род. 31 января 1944, Нидер-Вайзель, Гессен) — фигурист из ФРГ, трёхкратный чемпион Германии 1966—1968 годов, участник зимних Олимпийских игр 1968 года в мужском одиночном катании.

## Спортивные достижения
| Соревнования/Сезоны     | 1961 | 1962 | 1963 | 1964 | 1965 | 1966 | 1967 | 1968 |
| ----------------------- | ---- | ---- | ---- | ---- | ---- | ---- | ---- | ---- |
| Зимние Олимпийские игры |      |      |      |      |      |      |      | 12   |
| Чемпионаты мира         |      |      |      |      | 9    |      | 8    | 8    |
| Чемпионаты Европы       | 11   |      |      |      | 5    | 9    | 8    | 6    |
| Чемпионаты Германии     | 4    | 3    |      |      | 2    | 1    | 1    | 1    |